# Barom one
Autre
Barom One (バロム・1, Baromu Wan) est un manga de Takao Saito dont la première parution est dans le Weekly Bokura Magazine (週刊ぼくらマガジン, Shukan Bokura Magajin) en 1970.

## Adaptation
- Série TV / Drama : Chojin Barom 1 produit par la Toei en 1972. Il a été diffusé tous les samedis entre 19h30 et 20h sur Yomiuri TV entre le 2 avril et 26 novembre 1972.
- Série TV / Animé : Barom one (2000), série de 13 épisodes édité chez Kazé en France en 2005.

## Source
- http://www.animenewsnetwork.com